# 朱偕浰
襄陵端和王朱偕浰（1478年—1520年），明朝襄陵安穆王朱徵鈐的庶长子，未袭封即去世，追封为王。

## 生平
朱偕浰最初作为襄陵恭惠王朱範址的孙子封辅国将军。弘治十年（1497年）六月，与夫人按制度获赐誥命冠服。
朱範址上报朱偕浰曾割下大腿肉治愈嫡母夫人趙氏的病，弘治十六年（1503年）十一月，明孝宗命賜書獎勵。
朱徵鈐袭封后，朱偕浰于正德七年（1512年）进封镇国将军。正德十五年（1520年），朱偕浰去世。
后来因为朱偕浰的孙子朱融焚袭封襄陵王，朱偕浰被追封为襄陵端和王。万历五年（1577年）四月，追封夫人张氏为王妃。

## 评价
- 《弇山堂别集》卷075：守禮執義，不剛不柔。

## 家庭

### 妻妾
- 夫人→襄陵端和王妃张氏

### 子孙
- 庶长子朱旭槽，弘治十二年（1499年）十二月赐名[6]
- 辅国将军→襄陵长孙→襄陵懿簡王朱旭橦，妻金氏，万历元年（1573年）正月封王妃[7]
  - 襄陵順靖王朱融焚[2]